# Frihedens Bibliotek
Frihedens Bibliotek var det lokale bibliotek for borgere i Hvidovre Syd. Man kunne få kulturelle oplevelser, inspiration til læsning samt hjælp til hverdagslivets spørgsmål.
Biblioteket var ikke hovedbibliotek i Hvidovre Kommune, men havde et bredt udvalg af bøger, musik og film. Frihedens Bibliotek havde både betjening og selvbetjening ved udlån, aflevering og afhentning af reserveringer.
Oprindeligt lå biblioteket i små lokaler i bunden af Frihedens Butikscenter, men blev ved renoveringen af dette flyttet til nye attraktive lokaler på førstesalen. 
Frihedens bibliotek måtte lukke den 31. marts 2011, pga. nedskæringerne i det offentlige.
| Bogstak | Spire Denne biblioteksrelaterede artikel er en spire som bør udbygges. Du er velkommen til at hjælpe Wikipedia ved at udvide den. |

55°38′14.01″N 12°28′47.21″Ø / 55.6372250°N 12.4797806°Ø